# Operophtera fasciata
Operophtera fasciata är en fjärilsart som beskrevs av Petersen 1902. Operophtera fasciata ingår i släktet Operophtera och familjen mätare. Inga underarter finns listade i Catalogue of Life.